# Piper PA-42

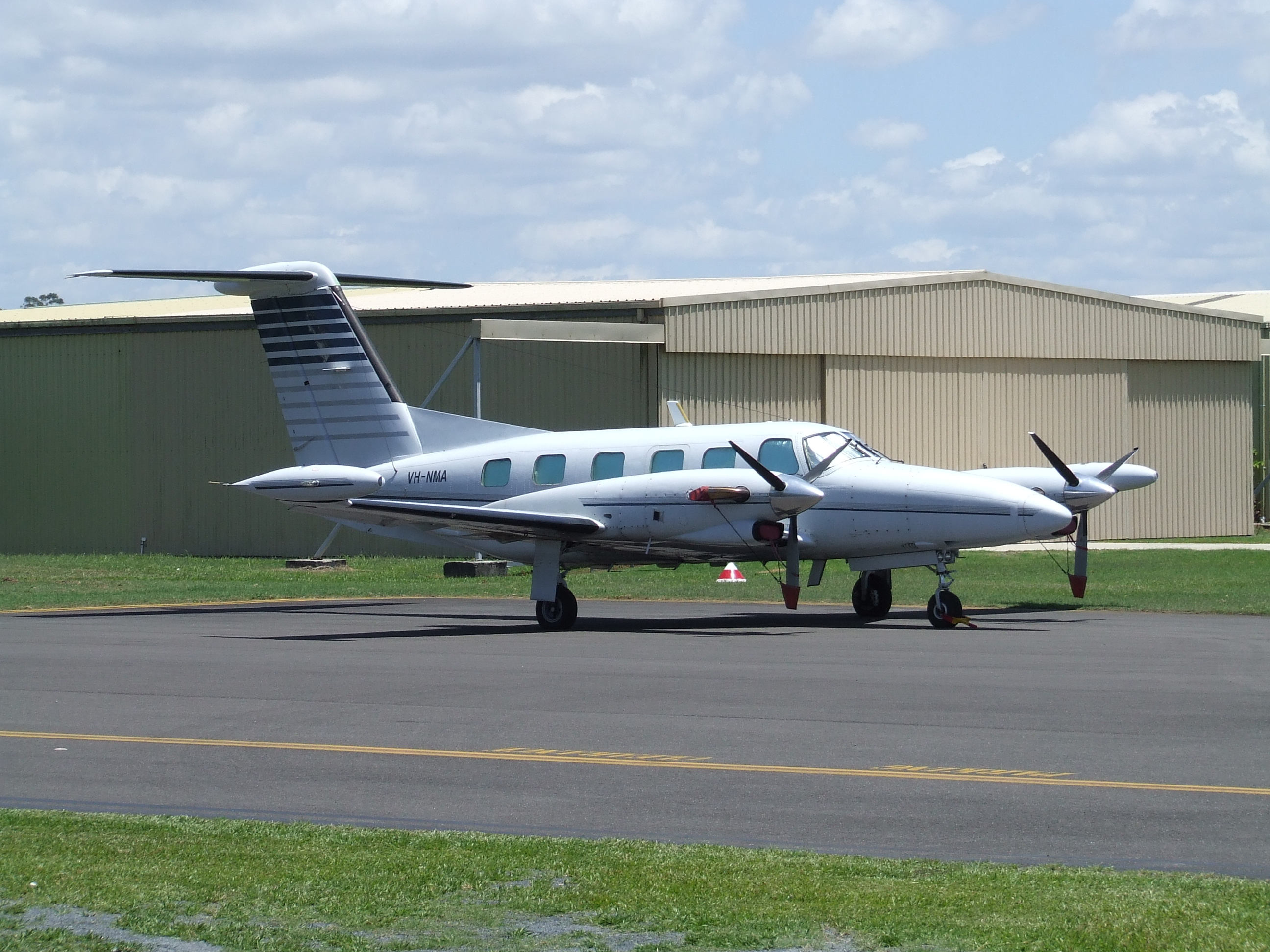
Un Cheyenne III

Il Piper PA-42 Cheyenne è un aereo da trasporto executive da 6-9 posti, costruito dalla statunitense Piper Aircraft, monoplano ad ala bassa dotato di due motori turboelica.

## Storia del progetto
Sviluppato dal PA-31T Cheyenne, a sua volta sviluppato dal Piper PA-31 Navajo, è stato commercialmente contrapposto alla serie bimotore Beechcraft King Air.

### La serie Cheyenne
Il prototipo del Piper Cheyenne volò per la prima volta nel 1969. Designato come PA-31T-620, è stato essenzialmente un'evoluzione turboelica del Piper PA-31 Navajo, dotato di due motori turboelica Pratt & Whitney Canada PT6A-28 con 620 CV (460 kW) di potenza ciascuno.
Il certificato di tipo venne rilasciato dalla Federal Aviation Administration (FAA) il 3 maggio 1972. L'originale Cheyenne, prodotto tra il 1974 e il 1977, non ha un numero romano di suffisso. A causa di alcune difficoltà nel rispettare gli standard di certificazione per la stabilità longitudinale, i Cheyenne e in seguito i Cheyenne II sono stati dotati dello Stability Augmentation System (SAS).
Nel 1978 è stato ri-designato come Cheyenne II (PA-31T-2-620), a causa della produzione del PA-31T-1-500 che, motorizzato da due turboelica Pratt & Whitney Canada PT6A-11 con 500 shp (370 kW) di potenza ciascuno, è stato commercializzato come la versione a basso costo del Piper turboelica. Grazie alla sua potenza ridotta, questo aereo non richiede il SAS.
Il Cheyenne IIXL (PA-31T-2-620XL) che è una versione allungata (circa 60 cm) del Cheyenne II, certificato nel febbraio 1981 e costruito fino al 1984, non utilizza il SAS.
Il Cheyenne IA (PA-31T-1A-500), certificato nel maggio 1983 e prodotto fino al 1985, ha riunito i miglioramenti progettuali alla base del Cheyenne I.

### Il Piper PA-42
Il Piper PA-42-720 Cheyenne III è stato annunciato nel settembre 1977. Il prototipo ha volato per la prima volta il 18 maggio 1979 e la certificazione della Federal Aviation Administration (FAA) è stata rilasciata nei primi mesi del 1980. Le consegne del velivolo di produzione sono iniziate il 30 giugno 1980.
Rispetto al Cheyenne II il PA-42-720 era più lungo di circa 1 m (3 ft), motorizzato con due turboelica Pratt & Whitney Canada PT6A-41 da 720 shp (537 kW) di potenza ciascuno e dotato di impennaggio a T, che è la differenza esterna più notevole con il PA-31T ed il cambiamento più significativo per la serie Cheyenne. Lo standard Cheyenne III ha una dotazione completa di attrezzature antighiaccio, eliche Q-Tip, generatore-starter più potente di 250 Ah e un sistema di pressurizzazione da 6,3 psi con un sistema di emergenza gestito dallo sfiato dell'aria del motore destro.
Inoltre, molti degli importanti aggiornamenti che erano opzionalmente disponibili per il Cheyenne IA sono diventati dotazioni standard per il Cheyenne III. Tra questi, il SAS, lo scarico ridisegnato, che, secondo Piper, ha permesso una IAS maggiore di 11 km/h (6 kn) ed una aspirazione dell'aria ridisegnata che ha consentito l'entrata di un maggiore volume d'aria nei motori. Infine è stata realizzata una presa d'aria esterna dedicata al raffreddamento dell'olio anziché utilizzare, per lo scopo, la presa d'aria del motore.
Il Cheyenne IIIA ha sostituito il Cheyenne III dopo che ne erano stati consegnati 88 esemplari. Il IIIA è simile in apparenza al III, ma ha motori P&W PT6A-61 che erogano gli stessi 720 cavalli (540 kW) ma sono dotati di un compressore assiale supplementare, che permette di portare la potenza ad una maggiore altitudine e un generatore-starter più potente da 300 Ah. Inoltre dispone di un miglior sistema di aria condizionata, maggiore spazio in altezza nella cabina passeggeri e una più affidabile unità di controllo del carburante.
Il Cheyenne IIIA è stato utilizzato per la formazione dei piloti dalla Lufthansa che lo ha configurato per assomigliare agli aerei di linea Airbus A310. Anche l'Alitalia ha utilizzato la versione IIIA per scopi di formazione e addestramento.
Il PA-42-1000 Cheyenne IV rispetto al PA-42-720 ha motori più potenti turboelica Garrett TPE331 da 1 650 shp (depotenziati a 1 000 shp) con eliche in composito Dowty Rotol a quattro pale di 2,7 m (106 in) di diametro.
Il Cheyenne 400LS inizialmente designato Cheyenne IV, è l'"hot rod" della serie. In produzione dal 1984 al 1993, ha compiuto il primo volo il 23 febbraio 1983 ed è stato in grado di competere con le prestazioni dei jet più piccoli, con una velocità massima di crociera pari a 335 nodi e vicina ai 340 kn quando dotato dell'elica 5 pale della tedesca MT-Propeller.

## Versioni
- Cheyenne III, modello PA-42-720, equipaggiato con il Pratt & Whitney Canada PT6A-41 da 720 shp (537 kW)
- Cheyenne IIIA, modello PA-42-720, equipaggiato con il Pratt & Whitney Canada PT6A-61
- Cheyenne IV, modello PA-42-1000, più tardi Cheyenne 400LS, e infine Cheyenne 400, motorizzato con il Garrett TPE-331 da 1 000 shp (750 kW) ed elica a 4 pale. All'epoca è stato l'aereo più grande mai costruito dalla Piper Aicraft con solo 45 esemplari ultimati.
- Customs High Endurance Tracker (CHET), versione speciale del Cheyenne III per la ricognizione aerea e la sorveglianza, dotato di un radar AN/APG-66 ed un FLIR ventrale. Costruito in 9 esemplari per la DEA statunitense.

## Utilizzatori
L'aereo è utilizzato da privati, aziende, operatori di voli charter executive e per addestramento. Un certo numero di aziende lo utilizzano anche in programmi di proprietà frazionata.

### Aerei comparabili
- Beechcraft King Air
- Mitsubishi MU-2